# Nazywam się Khan
Nazywam się Khan (hindi: माय नेम इज़ ख़ान, ang. My Name Is Khan) – bollywoodzki dramat miłosny z 2010 roku w reżyserii Karana Johara z Shah Rukh Khanem i Kajol w rolach głównych. Zdjęcia rozpoczęto w drugiej połowie grudnia 2008 w Los Angeles. Kręcono je również w San Francisco i Mumbaju. 
Światowa premiera filmu miała miejsce 11 lutego 2010 roku. Polska premiera przypadła na 23 kwietnia 2010.

## Opis fabuły
Film opowiada historię muzułmanina (Shah Rukh Khan) i jego żony (Kajol). Zaczyna się w momencie, gdy mężczyzna chce odbyć podróż samolotem z San Francisco do Waszyngtonu, jednak jego nazwisko - Khan czyni go podejrzanym w związku z atakami terrorystycznymi. Z tego miejsca cofamy się do jego dzieciństwa, wieku młodzieńczego, małżeństwa, aż do akcji na lotnisku.
Główny bohater cierpi na zespół Aspergera, co znacznie utrudnia mu komunikację i funkcjonowanie w społeczeństwie.

## Obsada
| Aktor          | Rola                     |
| -------------- | ------------------------ |
| Kajol          | Mandira Khan             |
| Shahrukh Khan  | Rizwan Khan              |
| Zarina Wahab   | matka Rizwana            |
| Arjun Mathur   | Raj                      |
| Sonia Jehan    | ---                      |
| Jimmy Shergill | Bilal Khan, brat Rizwana |
| Tanay Chheda   | młody Rizwan Khan        |
| Parvin Dabas   | ---                      |
| Arif Zakaria   | Faisal Rahman            |
| Navneet Nishan | ---                      |
| Sheetal Menon  | Radha                    |